# Садиба Колокольцова
Садиба Колокольцова — дворянська садиба у селі Верхня Писарівка, Харківська область, Україна. Нині частково зруйнована.

## Історія
Садиба збудована меценатом, головою Вовчанської земської управи, майбутнім міністром землеробства Української Держави (1918) та земським діячем Василем Григоровичем Колокольцовим (1867—1934). Садибний будинок спочатку був витонченою будівлею, оточеною великим садом. Перед будинком був фонтан.
Свою садибу В. Г. Колокольцов намагався зробити центром економічного процвітання Вовчанського повіту. Поруч із садибою він збудував сирітський притулок та цукровий завод, відкрив літній будинок відпочинку для вчителів земських шкіл повіту.
У радянські роки зруйновано частину будівель. Станом на 2021 рік головна будівля садиби практично зруйнована, залишилися лише декілька стін, вибито вікна, провалився дах, вхід зруйновано, а сад здичав. Попри своє архітектурне та культурно-історичне значення, будівля досі не має статусу об'єкта культурної спадщини.

## Галерея

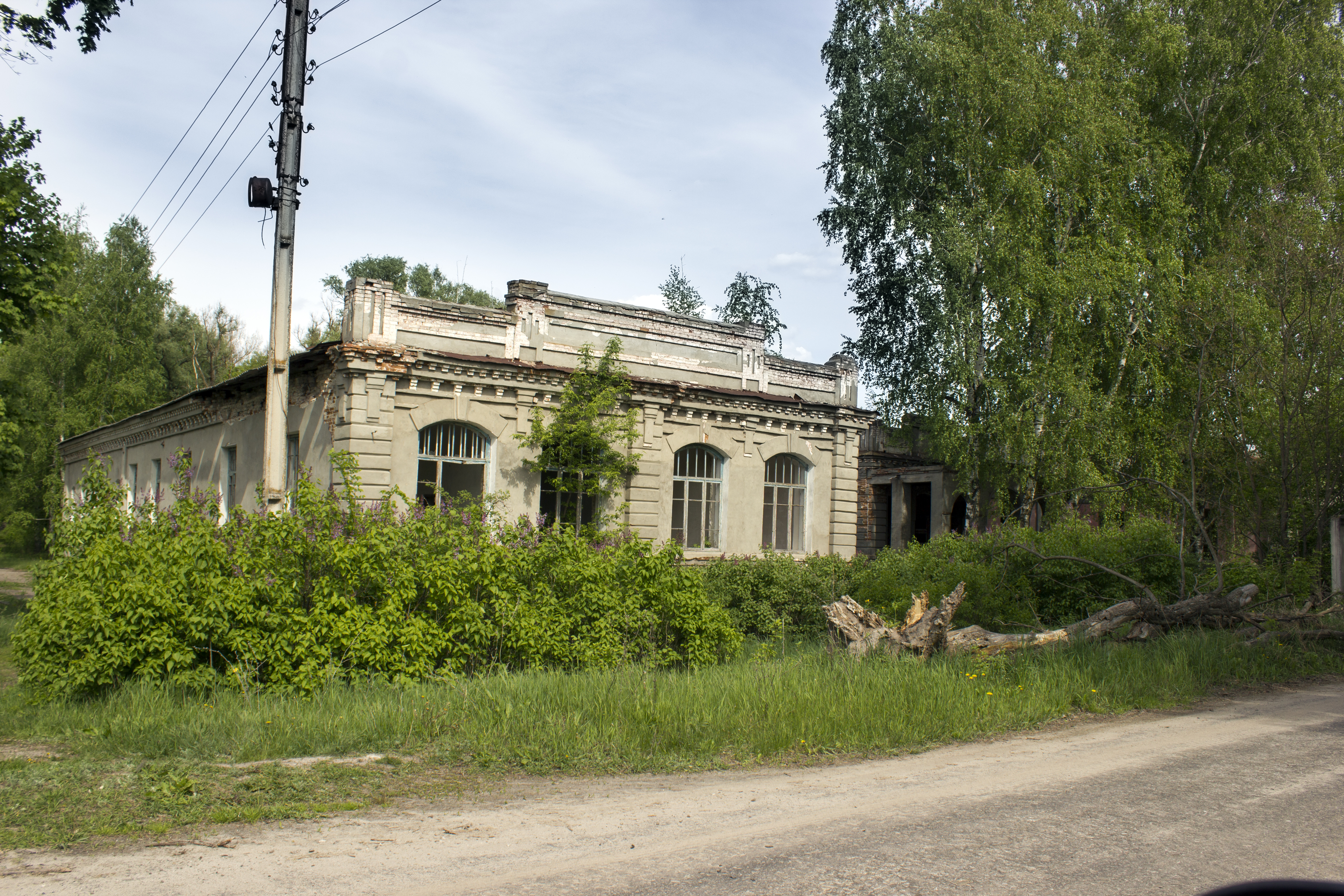
Головний будинок. Нині майже зруйнований
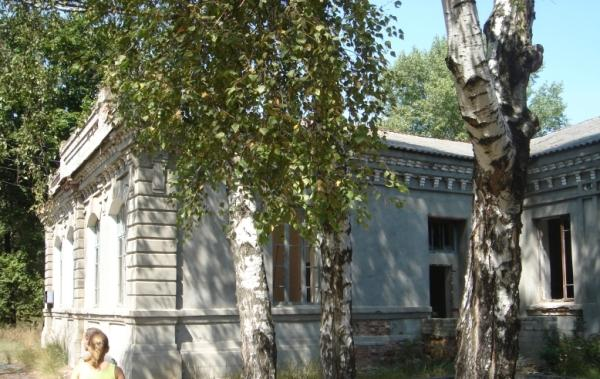
Головний будинок. Нині майже зруйнований
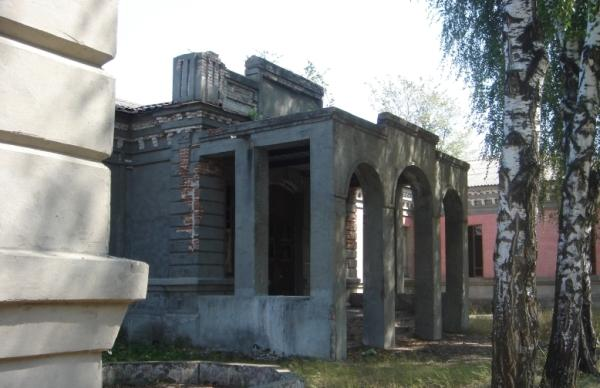
Вхід у будинок. Нині зруйнований
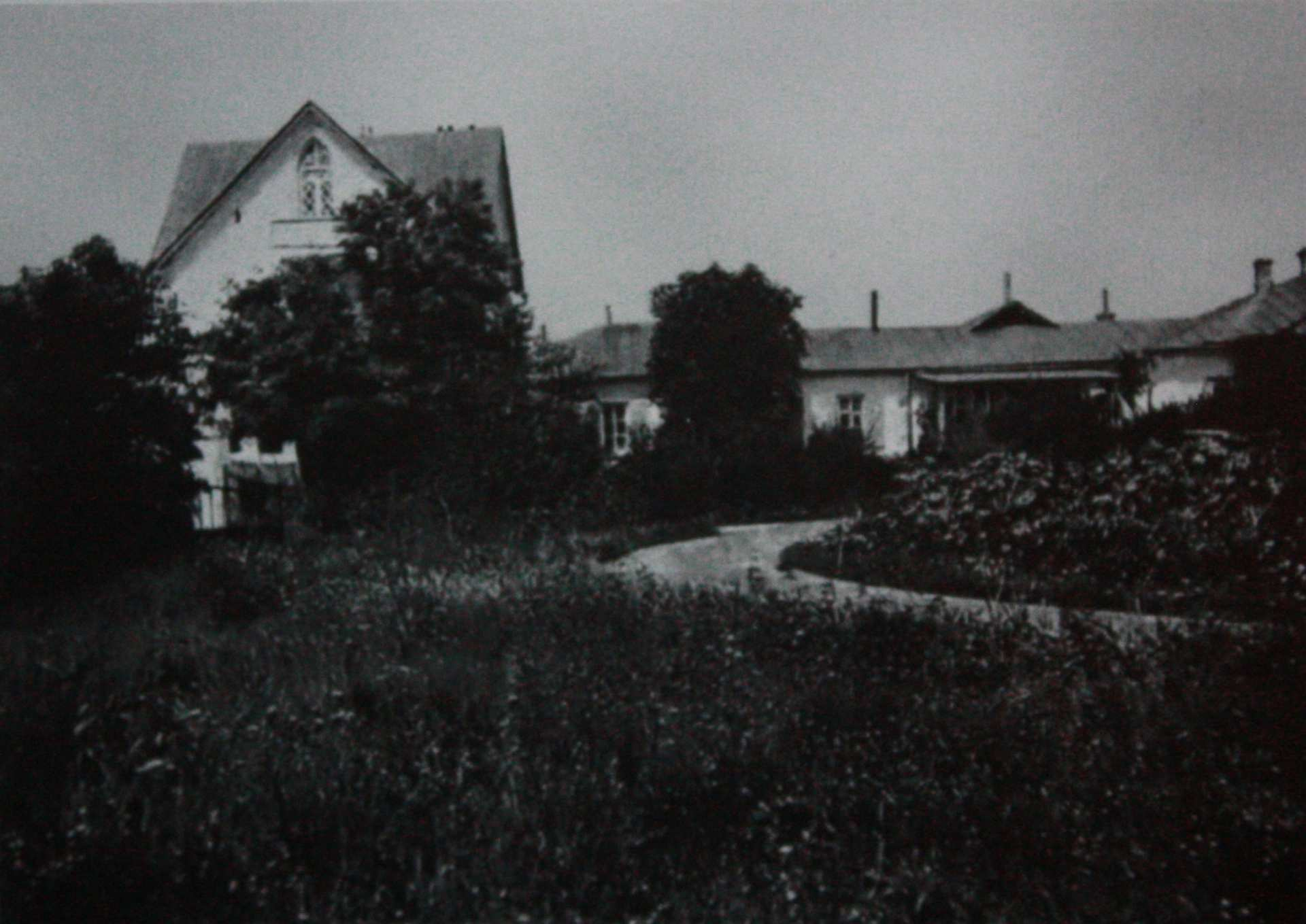
Архівне фото садиби Колокольцевих початку ХХ століття
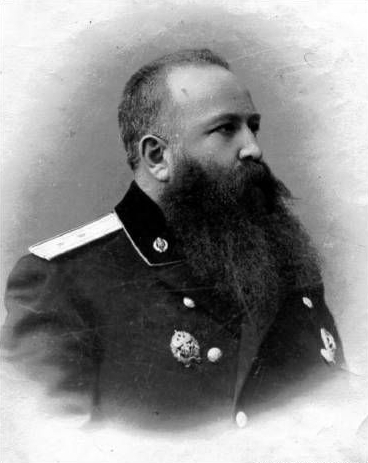
Колокольцов Василь Григорович